# نتی بوترو

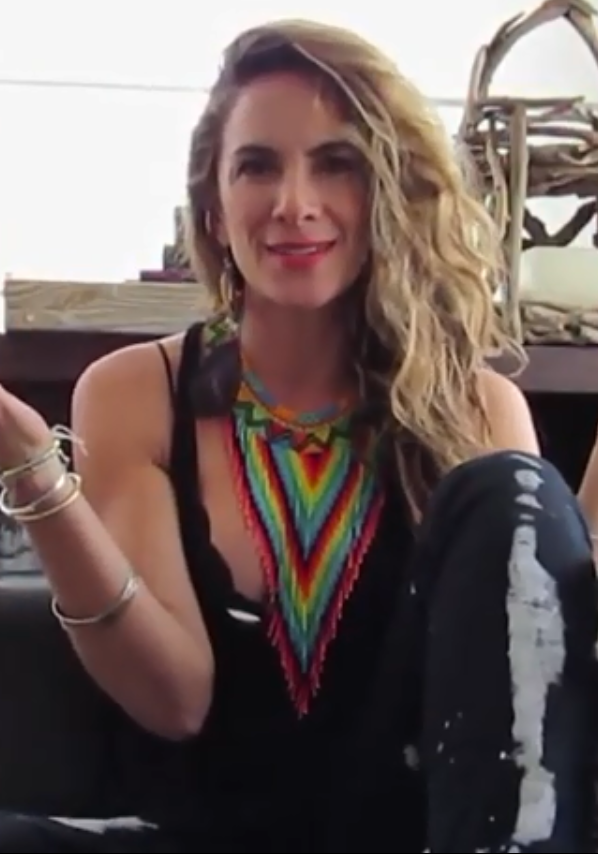

ناتالیا هرناندز بوترو (مدلین، آنتیوکیا، کلمبیا، ۱۰ فوریه ۱۹۸۰) که بیشتر با نام هنری خود نتی بوترو شناخته می‌شود، خواننده، هنرپیشه و تاجر کلمبیایی است که در سال ۲۰۰۶ با آهنگ رادیویی خود Te Quiero Mucho وارد موسیقی شد. او به دلیل نامزدی‌های متعددش در جوایز موسیقی ام‌تی‌وی اروپا، جوایز MTV آمریکای لاتین، جوایز موسیقی SHOCK و همکاری‌های متعددش با هنرمندان مشهور ملی و بین‌المللی شناخته شد.